# Afonso Rodrigues Vilaça
Afonso Rodrigues de Vilaça foi comandante de tropas ao lado do príncipe Dom João na Guerra de Sucessão de Castela.[carece de fontes?]
Por inúmeros serviços prestados, ao rei, pela bravura que demonstrou na batalha de Toro, Dom Afonso V, rei de Portugal, «reconheceu o seu muito valor com grandes honras e mercês, que lhe concedeu, das quais foi principal a de o fazer fidalgo de sua casa», concedendo-lhe brasão de armas em 20 de Abril  de 1476: «Xadrezado de ouro e azul, com bordadura de vermelho, carregada de oito aspas de ouro.»[carece de fontes?]
Vem dos Villacis, da Galiza, por parte de Hernande de Villacis, fidalgo-homem que passou a Sevilha, ainda em Espanha e que posteriormente, passou a Portugal e se fixou no Minho e mais tarde na Beira.[carece de fontes?]